# 가사소송
가사소송(家事訴訟)은 가정법원이 가정 내나 친족간의 분쟁 등에 대하여 소송 절차에 의하지 않고 특례절차에 의해 심리 재판하는 제도를 말한다. 혼인 관계 소송, 부모와 자 관계, 친생자 관계와 입양 관계 소송, 호주 승계 관계 소송 등이 이에 속한다. 넓은 의미의 가사소송은 가정법원의 전속관할에 속하는 소송으로, 그 성질에 따라 가사 사건을 가사소송사건과 가사비송사건으로 나뉘며, 가사소송사건은 판결로, 가사비송사건은 심판에 의한 것으로, 가사소송사건은 가·나·다류로 가사비송사건은 라류 및 마류로 세분하고 있으며 그중에서 나류와 다류 가사소송사건과 마류 가사소송사건을 조정의 대상으로 한다.

## 같이 보기
- 가사소송법